# Silay

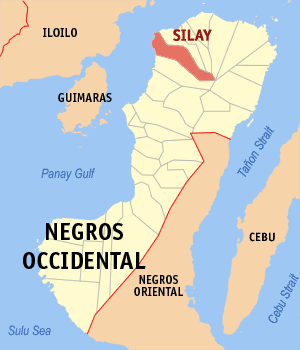
Silays läge i provinsen Negros Occidental.

Silay City är en stad i Filippinerna. Den ligger i provinsen Negros Occidental i regionen Västra Visayas och har 107 722 invånare (folkräkning 1 maj 2000).
Staden är indelad i 16 smådistrikt, barangayer, varav 7 är klassificerade som landsbygdsdistrikt och 9 som tätortsdistrikt.